# Anhedonie
Anhedonia constă în incapacitatea de a simți plăcere din lucrurile fundamentale, sau câteodată din lucrurile mărunte din viață, (de ex., mâncare, miros, interacțiune socială, experiențe sexuale, etc.) Termenul „anhedonie” provine din limba greacă (αν-an-fără + ηδονή hēdonē, plăcere). Simptomul de anhedonie este caracteristic depresiei, schizofreniei și tulburării de personalitate de limită (Borderline). Aceste caracteristici se mai observă la persoanele care au suferit posibil în urma unor atacuri psihologice din partea persoanelor rău intenționate sau în alte cazuri în familii în care a existat violență domestică asupra copiilor, ceea ce adâncește și mai mult boala care va ieși la iveală în altă perioadă din viața individului. Persoana care suferă de anhedonie se poate izola complet de interacțiunea cu oamenii pe o perioadă necunoscută, neștiind că are o problemă va evita să caute ajutor de specialitate din cauza stigmatizării la care ar fi supus dacă ar frecventa o clinică de psihiatrie. Stigmatizarea vine în contextul în care mentalitate generală a oamenilor obișnuiți fără un minim de cunoștințe în medicină sau comportament uman e să ia în derâdere persoanele care suferă de tulburări.
Activitățile care odată erau plăcute devin lipsite de sens, orice sport și preocupare de a aduce satisfacție nu mai au valoare pentru individul suferind, în cazuri severe persoana nu se mai poate bucura în cadrul familiei de proprii săi copii, care are efect: a trata fără iubire membri familiei.

Atât timp cât structura chimică a creierului va fi în această fază nu se va putea observa nici o îndreptare la persoanele în cauză, dat fiind faptul că nu vorbesc despre problemele lor și încearcă să ascundă astfel de comportament. Despre anhedonie se pot cunoaște mai multe aspecte dacă persoanele vizate ar vorbi despre experiențele lor, despre durata în care s-a manifestat și ce a declanșat această stare de gol interior.